# Just Lose It
"Just Lose It" is de eerste single van Encore, een studioalbum uit 2004 van rapper Eminem. De track werd geproduceerd door Dr. Dre en zijn toenmalige co-producer Mike Elizondo. Net als "My Name Is", "The Real Slim Shady" en "Without Me", allemaal eerste singles van zijn voorgaande albums, is het nummer maar weinig serieus en heeft het een vrolijke sfeer. "Just Lose It" was een van Eminems grootste hits.

## Charts
| Chart                           | Hoogste positie |
| ------------------------------- | --------------- |
| Australische ARIA Single Top 50 | 1               |
| Belgische Ultratop 50           | 6               |
| Deense Single Top 40            | 1               |
| Duitse Single Top 100           | 2               |
| Engelse Single Top 75           | 1               |
| Finse Single Top 20             | 3               |
| Franse Single Top 100           | 7               |
| Ierse Single Top 50             | 2               |
| Italiaanse Single Top 50        | 1               |
| Nederlandse Top 40              | 3               |
| Nieuw-Zeeland Single Top 40     | 1               |
| Noorse Single Top 20            | 3               |
| Oostenrijkse Single Top 75      | 4               |
| United World Chart              | 2               |
| VS Billboard Hot 100            | 6               |
| Zweedse Single Top 60           | 12              |
| Zwitserse Single Top 100        | 1               |